# Polyommatus pygmaea
Polyommatus pygmaea är en fjärilsart som beskrevs av Jan Stach 1923. Polyommatus pygmaea ingår i släktet Polyommatus och familjen juvelvingar. Inga underarter finns listade i Catalogue of Life.